# 宮澤美保
宮澤 美保（みやざわ みほ、1973年12月25日 - ）は、日本の女優、書家。愛称はホーチャンミで、一時期は芸名にもしていた。書家雅号、宮沢 光華（みやざわ こうか）。
長野県長野市出身。長野県立篠ノ井高等学校卒業。亜細亜大学短期大学部卒業。enchante所属（元アミューズ所属）。夫は映画監督の深川栄洋。

## 略歴・人物
1990年、映画『櫻の園』城丸香織役でデビュー。以降、テレビ、CM、映画、舞台、脚本にとマルチに活躍する。
2005年、主演映画『苺の破片』が公開された。
2017年12月25日より芸名を「宮澤 美保」から自身の愛称である「ホーチャンミ」へ改名したが、2021年より元の芸名「宮澤 美保」に戻した。
私生活では、2014年公開の映画『神様のカルテ2』で知り合いゴルフ仲間として親交のあった映画監督・深川栄洋と、2016年1月より交際に発展し、10月21日に結婚が報じられ、翌22日に行った会見の中で、7月に婚姻届を提出していたことを明かした。
特技は6歳から始めた書。書道師範の資格と「宮沢 光華」の雅号を持つ。趣味はオートバイ。上記主演映画をきっかけにオートバイに目覚め、大型自動二輪免許を取得。バイク雑誌にコラム連載歴もある。

## 出演

### テレビドラマ
- ゴリラ・警視庁捜査第8班 第1話「ポリス・アドベンチャー」（1989年4月2日、テレビ朝日） - 佐伯ユキ子 役
- ハイスクール大脱走（1991年1月9日 - 3月27日、テレビ東京）
- 世にも奇妙な物語「ど忘れ」（1991年3月21日、フジテレビ）
- 鬼平犯科帳 第3シリーズ 第14話「二つの顔」（1992年3月25日、フジテレビ） - おはる 役
- 俺たちルーキーコップ 第12話「大殊勲」（1992年、TBS）
- 正義は勝つ（1995年、フジテレビ） - 山口里美 役
- 最高の片思い（1995年、フジテレビ）
- 新宿鮫 屍蘭（1996年、NHK）
- ヤングシナリオ大賞 「ときわ菜園の冬」（1996年10月19日、フジテレビ） - 常磐菜野 役
- その時がきた（1997年、東海テレビ） - 毬世 役
- 小さな小さなあなたを産んで（1999年、日本テレビ）
- 玩具の神様（1999年、NHK）
- 恋愛詐欺師（1999年、テレビ朝日）
- 救命病棟24時 第1シリーズ 第4話（1999年、フジテレビ）
- らぶちゃっと（2000年、フジテレビ）
- ほんとにあった怖い話スペシャル2 （2000年、フジテレビ）
- 純情商店街ゆうれい殺人事件（2001年、テレビ東京）
- こちら第三社会部 第4話「老婆と口紅」（2001年、TBS） - 痴漢の被害者 役
- はみだし刑事情熱系PART6 第5話「2人の男が娘の悩み 浮気の監視トリック」（2001年、テレビ朝日） - 紀子 役
- ロケットボーイ（2001年、フジテレビ）
- 女子アナ。（2001年、フジテレビ）
- はぐれ刑事純情派 第15シリーズ第10話（2002年、テレビ朝日）
- 相棒シリーズ（テレビ朝日）
  - season2 第7話「消えた死体」（2003年11月26日） - 若杉真子 役
  - Season11 第4話「バーター」（2012年10月31日） - 内藤裕子 役
- スカイハイ（2003年、テレビ朝日）
- 流転の王妃・最後の皇弟 （2003年11月29日-30日、テレビ朝日） - 二条友紀子 役
- 女の中の二つの顔（2004年） - 小橋エリ 役
- ミニモニ。でブレーメンの音楽隊（2004年、NHK教育）
- 恋する日曜日セカンドシリーズ 第3話・第4話「すばらしい日々」（2005年4月17日-24日、BS-i） - 上野春奈 役
- イブの夜はドラマやん! 〜真実のキス〜（2006年12月24日、MBS） - 井本すみれ 役
- Around40〜注文の多いオンナたち〜（2008年、TBS） - 高島祥子 役
- 東京少女桜庭ななみ 第3話「おウチに帰れない」（2008年6月21日、BS-i）
- モンスターペアレント 第5話「カリスマ校長の秘密」（2008年7月29日・関西テレビ） - 北村香織 役
- ブラッデイ・マンディ 第1話・第2話（2008年、TBS）
- 小児救命（2008年、テレビ朝日） - 宮坂悦子 役
- 東京少女岡本あずさ 第2話「追っかけ少女」（2008年11月8日、BS-i） - 畑 役
- インディゴの夜（2010年1月29日・2月1日、東海テレビ）
- 八日目の蝉（2010年、NHK） - サラ 役
- ハガネの女 Round4（2010年6月11日、テレビ朝日） - 森野紀美子 役
- ドン★キホーテ 第10話「あばよ児童相談所」（2011年9月17日、日本テレビ） - 大沢 役
- 11人もいる! 第4話（2011年11月11日、テレビ朝日） - 奥山先生 役
- ボーイズ・オン・ザ・ラン 第8話（2012年8月31日、テレビ朝日） - 小林貴子 役
- 尾根のかなたに〜父と息子の日航機墜落〜（2012年10月7日・14日、WOWOW）
- 宮部みゆきミステリー パーフェクト・ブルー 第8話（2012年11月26日、TBS） - 佐伯怜子 役
- 激流〜私を憶えていますか?〜 第1話・第2話（2013年、NHK）
- 女と男の熱帯（2013年1月20日 - 2月24日、WOWOW）
- リーガル・ハイ スペシャル（2013年、フジテレビ）
- 明日の光をつかめ-2013 夏- 第7話 （2013年7月9日、東海テレビ） - 児童相談所職員 役
- BS時代劇 酔いどれ小籐次 第4話「おとうと」（2013年7月12日、NHK BSプレミアム） - 女壷振り師 役
- 金曜プレステージ 鬼刑事 米田耕作 第2作「黒いナースステーション」（2013年9月13日、フジテレビ） - 栗山真弓 役
- LINK（2013年10月6日 - 11月3日、WOWOW）
- 信濃のコロンボ〜死者の木霊〜（2013年10月7日、TBS） - 野本美津子 役
- トクボウ 警視庁特殊防犯課 第6話・第7話（2014年、読売テレビ） - 朝倉の母 役
- ホワイト・ラボ〜警視庁特別科学捜査班〜 第6話（2014年5月19日、TBS） - 佐伯恵津子 役
- BORDER 警視庁捜査一課殺人犯捜査第4係 最終話（2014年6月5日、テレビ朝日） - 天川真理子 役
- ST 赤と白の捜査ファイル 第6話（2014年8月20日、日本テレビ） - 武藤真紀 役
- 天才探偵ミタライ〜難解事件ファイル「傘を折る女」〜（2015年3月7日、フジテレビ） - 町屋詩子 役
- ボクの妻と結婚してください。（2015年5月 - 6月、NHK BSプレミアム） - 香取冴子 役
- ヤメゴク〜ヤクザやめて頂きます〜 第3話（2015年4月30日、TBS） - クラブ「ガンダーラ」のママ 役
- サムライせんせい 第4話（2015年11月13日、テレビ朝日） - 赤城綾乃 役
- 女性作家ミステリーズ 美しき三つの嘘 第1話「ムーンストーン」（2016年1月4日、フジテレビ）
- フラジャイル 病理医岸京一郎の所見 第8話（2016年、フジテレビ） - 目黒栄子 役
- コールドケース 〜真実の扉〜 第3話（2016年、WOWOW）
- あなたのことはそれほど 第8話（2017年、TBS）
- あいの結婚相談所 第3話（2017年、テレビ朝日）
- BORDER 贖罪 最終話（2017年、テレビ朝日） - 天川真理子 役
- 新宿セブン 第3話（2017年、テレビ東京）
- 石つぶて 警視庁 二課刑事の残したもの（2017年、WOWOW）
- 父、ノブナガ（2017年10月7日、TBS） - 小林奈津子 役
- 赤ひげ（2017年、NHK） - おゆみ 役
- 執事 西園寺の名推理 第6話（2018年、テレビ東京） - 遠野麻美 役
- 僕とシッポと神楽坂（2018年、テレビ朝日） - 大沢頼子 役
- 刑事7人 第2話（2019年、テレビ朝日） - 渡辺由美 役
- やすらぎの刻〜道（2019年 - 2020年、テレビ朝日） - 根来朋子 役
- 夜がどれほど暗くても 第3話・第4話（2020年、WOWOW） - 島崎 役
- 神様のカルテ 第4夜（2021年、テレビ東京） - 市原弓子 役
- 和田家の男たち（2021年、テレビ朝日） - 井上智子 役
- 新春ドラマスペシャル 優しい音楽〜ティアーズ・イン・ヘヴン 天国のきみへ（2022年1月7日、テレビ東京） - 大学職員 役
- しもべえ 第3話（2022年1月21日、NHK総合） - 多田紀子 役
- カナカナ（2022年、NHK総合） - 佳奈花の母 役
- 星降る夜に（2023年1月17日 - 3月14日、テレビ朝日） - 服部洋美 役[7]
- 結婚予定日（2023年8月4日 - 9月29日、毎日放送） - 友永真理 役[8]
- おいハンサム!!2 第5話（2024年5月4日、東海テレビ・フジテレビ） - 「シモフサヤ食堂」店主 役[9]
- 家政夫のミタゾノ S7 第1話（2025年1月14日） - 清水絵里子 役[10]
- 看守の流儀（2025年6月21日、テレビ朝日） - 蛭川の担当医 役[11]

### 映画
- 櫻の園（1990年） - 城丸香織（2年生 舞台監督） 役
- ekiden 駅伝（2000年） - みさと 役
- 女帝 SUPER QUEEN（2001年） - 北条梨奈 役
- でらしね（2001年） - 容子（岡本画廊の事務員） 役
- Laundry（2002年） - 新婦 役
- NATSUMISAN（2004年）
- 苺の破片（2005年、アミューズソフトエンタテインメント） - 主演・猫田イチゴ 役
- 君はまだ、無名だった。（2006年）
- 神様のカルテ2（2014年） - 四賀藍子 役
- お元気ですか? （2016年） - 主演・冴子 役[12]
- 海賊とよばれた男（2016年）
- ドクター・デスの遺産-BLACK FILE-（2020年） - 馬籠小枝子 役
- 42-50 火光（かぎろい）（2022年） - 主演・佳奈 役[13]
- 光復（2022年） - 主演・大島圭子 役[14]
- 魔女の香水（2023年6月16日） - 女性経営者 役[15][16]
- 法廷遊戯（2023年11月10日） - 裁判長 役
- あなたの息子ひき出します!（公開日未定）[17]

### 配信ドラマ
- 晴れたらいいね（2025年1月10日、Amazon Prime Video） - 萩野みどり 役[18][注 1]

### CM
- Honda VTR 「こころに響く編」・「Feel The Real Theater」(PV)（2009年2月20日 - ）
- 味の素 クックドゥ「きょうの大皿」（2012年 - ）
- ソニー損保（2012年 - ）
- 出光興産（2015年 - ）
- サンスター GUM（2016年 - ）

### 舞台
- スネーク・ザ・バンデット（サモ・アリナンズ、2001年、本多劇場）
- JUM vol.1 はじめまして（JUM、2002年6月17日、麻布 die platze）
- 創る奴ら（The mix party、2003年5月26日 - 6月1日、「劇」小劇場）
- 丸福ボンバーズ 旗揚げ公演「A Piece Of Cake」（2012年7月18日 - 26日、APOC theater）
- 丸福ボンバーズ 第二回公演「うたカフェ」（2012年12月22日 - 2013年1月6日、APOC theater）
- 丸福ボンバーズ 第三回公演「フナバシTOYS」（2013年11月1日 - 10日、APOC theater）

### 連載
- 宮澤美保のバイクは起こせません（Mr.Bike（ミスターバイク）、2005年 - 2008年）

### 脚本
- 舞台「JUM vol.1 はじめまして」（JUM、2002年）
- ラジオドラマ「ENEOS ON THE WAY COMEDY 道草」（エフエム東京、2002年）
- 映画「苺の破」片（梶原阿貴と共同執筆、2005年）